# Emesis aurimna
Emesis aurimna is een vlindersoort uit de familie van de prachtvlinders (Riodinidae), onderfamilie Riodininae.
Emesis aurimna werd in 1870 beschreven door Boisduval.